# Обоянівське
Обоя́нівське — село в Україні, у Славгородській селищній територіальній громаді Синельниківського району Дніпропетровської області. Населення за переписом 2001 року становить 28 осіб. 

## Історія
7 (20) листопада 1917 року, відповідно до Третього Універсалу Української Центральної Ради, увійшло до складу Української Народної Республіки.
До 2017 року орган місцевого самоврядування - Варварівська сільська рада.
12 червня 2020 року, відповідно до розпорядження Кабінету Міністрів України № 709-р від «Про визначення адміністративних центрів та затвердження територій територіальних громад Дніпропетровської області», увійшло до складу Славгородської селищної громади.
19 липня 2020 року, в результаті адміністративно-територіальної реформи та ліквідації   Синельниківського (1923—2020)району, село увійшло до складу новоутвореного Синельниківського району.

## Географія
Село Обоянівське знаходиться за 2,5 км від правого берега річки Плоска Осокорівка, на відстані 1 км від села Андріївка. По селу протікає пересихаючий струмок. Поруч проходить автомобільна дорога М18 (E105).

## Назва
Засноване переселенцями з міста Обоянь Курської губернії Російської імперії.

## Населення

### Мова
Розподіл населення за рідною мовою за даними перепису 2001 року:
| Мова       | Кількість | Відсоток |
| ---------- | --------- | -------- |
| українська | 23        | 82.14%   |
| російська  | 5         | 17.86%   |
| Усього     | 28        | 100%     |

## Інтернет-посилання
- Погода в селі Обоянівське [Архівовано 20 грудня 2011 у Wayback Machine.]